# Městská autobusová doprava v Plzeňském kraji
Přehled provozů městské autobusové dopravy na území Plzeňského kraje.
V okolí Plzně existuje od roku 2002 Integrovaná doprava Plzeňska, integrace spočívá v akceptaci předplatného na Plzeňské kartě, jiných forem jízdného se netýká. Do systému jsou zapojeny Plzeňské městské dopravní podniky a.s. (PMDP), ČSAD autobusy Plzeň a.s., České dráhy, a.s., Arriva Střední Čechy s.r.o. a 	Autobusová doprava-Miroslav Hrouda s.r.o.

## Okres Plzeň-město

### Plzeň
Městskou dopravu provozují Plzeňské městské dopravní podniky (PMDP). Její součástí je asi 30 autobusových linek. Běžné denní linky mají čísla v rozsahu 20–56, linky s bezbariérově přístupným vozidlem 71 a 72 (dříve ZI a ZII), noční linky N1–N3, S k Intersparu, dříve též linka C. Městská autobusová doprava byla zavedena v roce 1929.
Viz též tramvajová doprava v Plzni a trolejbusová doprava v Plzni.

## Okres Plzeň-sever
Žádné město s městskou autobusovou dopravou.

## Okres Plzeň-jih

### Přeštice
Poprvé jezdila městská autobusová linka zkušebně v taktovém intervalu v úterý 18. září 2007 v rámci Evropského týdne mobility.
Autobusová linka MHD (s číslem 455001) byla zavedena 2. ledna 2008. Jezdí pouze v pracovních dnech, a to původně 5 spojů denně, od května 4 spoje denně. Trasa je hvězdicovitá s opakovaným průjezdem přes hlavní náměstí. V pondělí a ve středu je trasa delší, dva spoje zajíždějí do místních částí Skočice a Žerovice. Dopravcem je ČSAD autobusy Plzeň a. s. a dopravu zajišťuje jeden nízkopodlažní autobus SOR BN 9,5 s vyklápěcí plošinou pro vozíčkáře. Doprava pokračovala pod číslem 450575 i po převzetí provozu dopravcem ARRIVA STŘEDNÍ ČECHY s.r.o., na linku byly vypravovány vozy Iveco Crossway LE LINE 10.8 nebo Man Lion´s City. Provoz linky byl ukončen v prosinci 2023. 

## Okres Domažlice

### Domažlice
Linka 405001 má označení MAD Domažlice. Dopravcem je ČSAD autobusy Plzeň a. s. Podle tarifu MAD se odbavuje i místní frekvence na regionálních linkách. Tarif je přestupní.
Místní doprava měla v roce 1963/1964 číslo linky 03001. Do poloviny 90. let jezdily ve městě tři městské linky, z toho dvě poměrně frekventované, třetí jen ve špičkách pracovních dnů. V roce 1988/1989 uváděl krajský knižní jízdní řád ČSAD pod číslem 30010 tři linky (1 Bezděkovské předm. - nádr. ČSD: 2 Palackého – Šumavan, ZAD; 3 Palackého – Bezděkovské předm. – Baarova – nám. – nádr. – ZAD, ACHP). V polovině 90. let byly všechny trasy sloučeny do jedné linky s mnoha variantami tras, a provoz výrazně zredukován. Před rokem 1990 byly do MHD zaintegrovány i městské úseky příměstských linek. V současné době lze na jízdenku z linky 405001 přestupovat do 30 minut od jejího vydání. 

## Okres Klatovy

### Klatovy

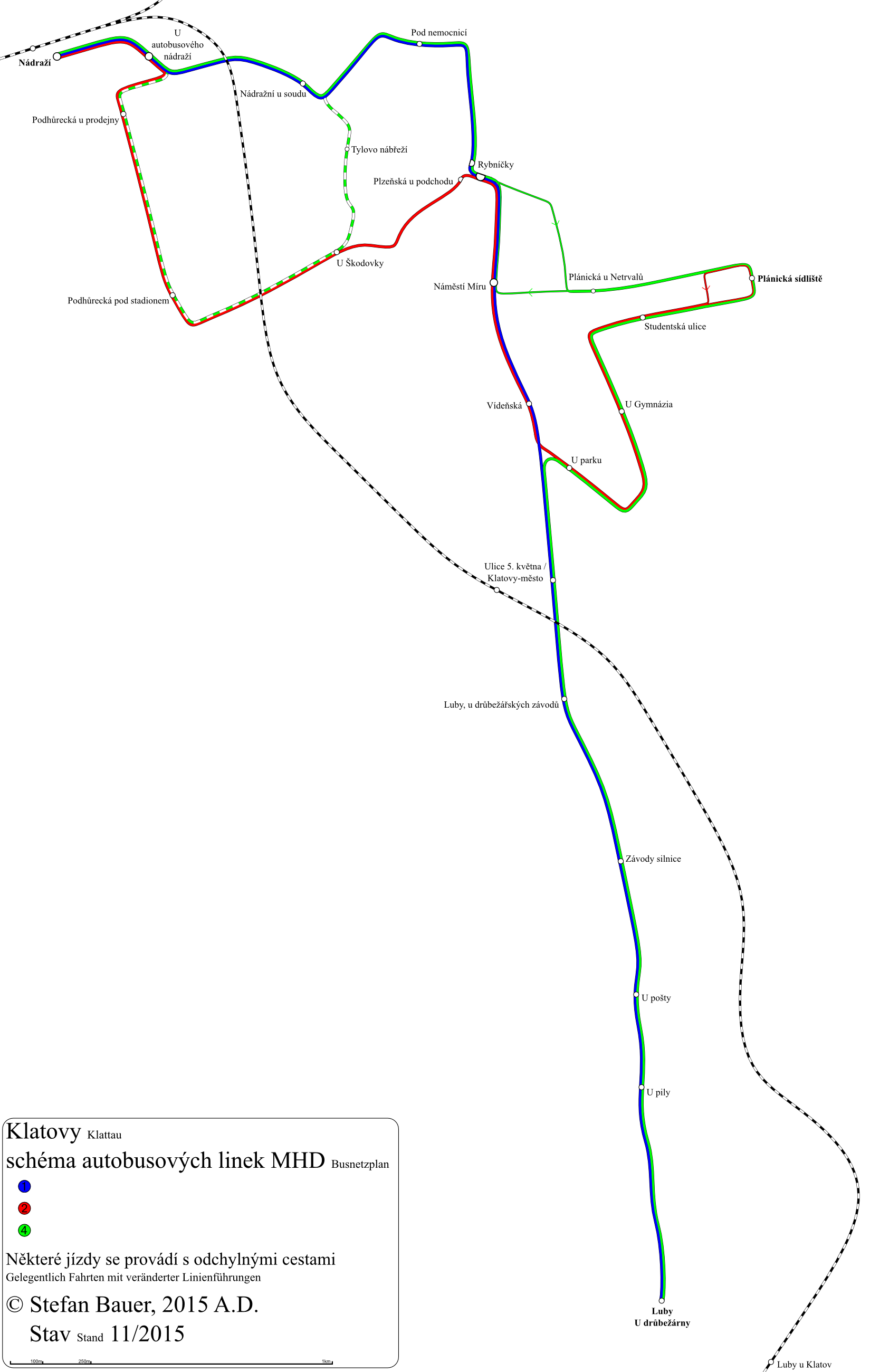
Síť autobusových linek MHD v Klatovech

Městské linky s čísly 1, 2 a 4 mají licenční čísla 436001 až 436004. Dopravcem je ČSAD autobusy Plzeň a. s. Tarif je nepřestupní.
MHD zahájila provoz pravděpodobně koncem 50. let 20. století. Do začátku 90. let zde jezdilo 5 linek (1–4, přičemž linka 1 byla rozdělena na varianty 1A a 1B). V roce 1988/1989 ji uváděl krajský knižní jízdní řád ČSAD pod číslem 34010. Linka 3 do oblasti průmyslové zóny 1. 4. 2002 zanikla. Linka 4 je posilou nejfrekventovanějších úseků linek 1 a 2. 
Od 1.července 2020 klatovskou MHD provozuje Klatovská dopravní společnost, všechny tři linky jezdí ve zhruba stejných časech jako při ČSAD autobusy Plzeň. Ve městě nejčastěji potkáte vozy BMC Procity 12, BMC Neocity 8.5 anebo Iveco Crossway LE LINE 10.8m. 

### Sušice
Městská linka 433580 nemá status městské autobusové dopravy, avšak na webu města i dopravce je jako městská linka prezentována. Dopravcem je ČSAD autobusy Plzeň a. s.
V roce 1988/1989 byla uvedena v krajském knižním jízdním řádu ČSAD jako linka č. 34580 Sušice žel. st. – nábřeží – žel. st.

### Železná Ruda
Sezonně začala být na počátku 70. let zajišťována autobusová doprava ČSAD k Černému jezeru. K ní byl o víkendech využíván například autobus z městské hromadné dopravy v Klatovech, později autobus Škoda 706 RTO městského úřadu v Železné Rudě. Provozování linky bylo ukončeno kolem roku 1989 v souvislosti se zvýšením režimu ochrany zdejší přírody.
Od 7. do 28. srpna 2010 městskou autobusovou linku pod číslem 439040 od parkoviště ve Špičáckém sedle se čtyřmi páry spojů denně prováděnými plynovým autobusem SOR CN 12 EKOBUS obnovila ČSAD autobusy Plzeň a. s. na objednávku města Železná Ruda, platí na ní tarif a přepravní podmínky vyhlášené městem Železná Ruda. Provoz linky umožnila výjimka a podmínky stanovené Správou CHKO Šumava, platná po čtyři roky na období od června do září. Město jednalo s CHKO o zavedení dopravy již od roku 2008, zprvu jednalo s jiným dopravcem o zavedení turistického vláčku, tento záměr však zatím odsunulo na následující rok.

## Okres Rokycany

### Rokycany
Od 28. května 1995 je provozovatelem jediné linky MHD (licenční číslo 475010) Miroslav Hrouda, od 28. května 2006 Autobusová doprava–Miroslav Hrouda s.r.o. ze Zbirohu. Linka není začleněna do Plzeňské integrované dopravy.
Jeden pár městských spojů jede také na lince 470163 dopravce ČSAD autobusy Plzeň a. s., která nemá status městské dopravy a trasu má velmi podobnou oficiální městské lince. Je pozůstatkem bývalé druhé linky MHD Rokycany.
V roce 1963/1964 měla městská linka jako místní doprava číslo 03816. Koncem 80. let již neměla status městské dopravy.
Provoz MHD v Rokycanech byl oficiálně obnoven 29. května 1988 na třech linkách s čísly 1–3; v krajském knižním jízdním řádu ČSAD měla zdejší MHD číslo 38160. Provozovatelem byl dopravní závod 307 podniku ČSAD Plzeň.  

## Okres Tachov

### Tachov
Ve městě je jedna linka městské dopravy, s označením MHD Tachov (licenční číslo 495001). Dopravcem je ČSAD autobusy Plzeň a. s.
Před první světovou válkou v Tachově připravovali výstavbu tramvaje, nakonec z ní sešlo. Koncem 70. let se uvažovalo o výstavbě meziměstské trolejbusové tratě z Mariánských Lázní.
Po druhé světové válce byla zavedena městská autobusová linka, která zanikla začátkem 70. let. V roce 1963/1964 měla jako místní doprava číslo 03979.
29. května 1988 byla městská hromadná doprava obnovena, a to hned na 4 linkách (1, 1A, 2 a 3; v knižním jízdním řádu 1988/1989 měla číslo 39790 a uvedeny byly pouze 3 linky). Platily zde krajské jízdenky MHD ČSAD Plzeň. Městské jízdenky platily rovněž na městských úsecích příměstských linek. V srpnu 1992 došlo k náhlému zastavení celé MHD Tachov. Po protestech obyvatel byly od září 1992 obnoveny dva páry spojů na lince 1. Na podzim byla obnovena MHD v téměř původním rozsahu, avšak již bez linky 3, a oficiálně byly sloučeny spoje do jedné linky, ač trasy a označení zastávek a vozidel zůstaly zčásti zachovány dosud. 

### Stříbro
Linka 496380 je označena MHD Stříbro. Dopravcem je ČSAD autobusy Plzeň a. s.
V minulosti bylo hlavním důvodem zavedení MHD, že nádraží Stříbro je vzdáleno několik kilometrů od vlastního města. Autobusová linka spojující nádraží s hlavním náměstím byla zavedena počátkem 50. let 20. století. Později sloužila MHD i k obsluze nových panelových sídlišť, linka byla prodloužena na dnešní Západní Předměstí. V roce 1963/1964 měla linka místní dopravy číslo 03938. V roce 1965 byl zahájen provoz druhé linky, od nádraží přes náměstí na východní předměstí do Brožíkovy ulice. V roce 1976/1977 byly linka č. 1 i 2 vedeny jako městská doprava pod společným celostátním číslem linky 39380. Od konce 70. let do roku 1991 linka oficiálně neměla status MHD. V roce 1988/1989 byla v krajském knižním jízdním řádu uvedena linka 39380 žel. st. – Leninovo předměstí a linka žel. st. – Brožíkova ul., obě bez statusu MHD. Začátkem 90. let byla tato linka jediným případem, kdy v celostátním železničním jízdním řádu byly uvedeny autobusové přípoje. Začátkem 90. let uvažovalo vedení města o změně provozovatele nebo převzetí MHD do vlastní režie, ale údajně tomu zabránilo stanovisko dopravní policie. Dnešní linka MHD s hvězdicovitou trasou vznikla někdy kolem roku 1994 sloučením dosavadních dvou linek MHD a celou MHD tak zajišťuje od té doby jediné vozidlo.
Od konce 60. let do roku 1991 patřila k městské dopravě i sezonní rekreační linka (39410) od nádraží do Butova k hracholuské přehradě. 